# Crocidura tansaniana
Crocidura tansaniana is een spitsmuis uit het geslacht Crocidura die voorkomt in het Usambara-gebergte van Tanzania. De soort behoort tot de Crocidura monax-groep, samen met zo'n twaalf andere Afrikaanse soorten. Het is een grote, robuuste soort. De kop-romplengte van het holotype bedraagt 109 mm, de staartlengte 65 mm, de achtervoetlengte 17 mm, de oorlengte 13 mm en het gewicht 15 g.